# Aripuanã (ort)
Aripuanã är en ort i Brasilien.   Den ligger i kommunen Colniza och delstaten Mato Grosso, i den centrala delen av landet, 1 600 km nordväst om huvudstaden Brasília. Aripuanã ligger 144 meter över havet och antalet invånare är 26 983.
Terrängen runt Aripuanã är platt. Det finns inga andra samhällen i närheten.
I omgivningarna runt Aripuanã växer i huvudsak städsegrön lövskog. Trakten runt Aripuanã är nära nog obefolkad, med mindre än två invånare per kvadratkilometer.